# Inside Out (canción)
«Inside Out» —en español: «De adentro hacia afuera»— es una canción de la cantante estadounidense Britney Spears, incluida en su séptimo álbum de estudio, Femme Fatale. La canción es del género electropop y está influenciada por sonidos dubstep y R&B, y ha sido descrita como una «sexy canción de ruptura». Fue escrita por Jacob Kasher Hindlin y Bonnie McKee, mientras que la escritura adicional y producción estuvo a cargo de Dr. Luke, Max Martin, y Billboard. «Inside Out» recibió en su mayoría reseñas favorables de los críticos de música, quienes alabaron su instrumentación. Luego de intentar ser elegida entre «Criminal» y «(Drop Dead) Beautiful» para ser el cuarto sencillo del álbum, «Criminal» fue la seleccionada, aunque muchos críticos consideraron a «Inside Out» un buen posible sencillo para el álbum. A pesar de no ser lanzada como sencillo, la canción logró llegar al número cuarenta y siete en la lista Internacional Gaon de Corea del Sur.

## Antecedentes
Spears habló con V sobre las sesiones para Femme Fatale, comentando que ella había grabado el álbum hace dos años. El 12 de julio de 2009, Spears confirmó a través de su cuenta de Twitter que había comenzado a grabar nuevo material, diciendo que estaba por ir al estudio con el compositor y productor sueco Max Martin. En junio de 2010, durante una entrevista con Rap-Up, Danja comentó que estaba trabajando con Spears en la preproducción de Femme Fatale. En noviembre de 2010, Dr. Luke anunció que el sería el productor ejecutivo de Femme Fatale, junto con Max Martin. En una entrevista con Rolling Stone, Spears explicó que había trabajado con Luke durante la producción de Blackout, diciendo que «él fue increíble en aquel tiempo y que sólo ha mejorado con los años». Sobre Martin, ella comentó que «él ha estado allí desde el comienzo así que hay un enorme nivel de confianza.[...]No hay nadie con quien me sienta más cómoda colaborando en el estudio».
«Inside Out» fue escrita por Jacob Kasher Hindlin y Bonnie McKee, mientras que la escritura adicional y la producción de la canción estuvo a cargo de Dr. Luke, Martin, y Billboard.[cita requerida] Un pequeño teaser de la canción fue revelado por la cantante el 19 de febrero de 2011. El 11 de marzo de 2011 se filtró en Internet, junto con otra pista de Femme Fatale, «(Drop Dead) Beautiful». También se rumoreó que la canción iba a ser el segundo sencillo del álbum; la información se negó después seguida por la filtración de «Till the World Ends» el 3 de marzo de 2011, la cual fue publicada en su lugar el día siguiente. El 5 de agosto de 2011, Spears publicó una encuesta en su página de Facebook preguntando a sus seguidores si su siguiente sencillo debería ser «Criminal», «Inside Out» o «(Drop Dead) Beautiful». Luego de los VMAs 2011, reveló a MTV News que «Criminal»  fue escogida como el cuarto sencillo.

## Composición
«Inside Out» es una canción electropop que contiene elementos dubstep y R&B, complementada con unos «sintetizadores estremecedores». Líricamente, la «sexy canción de ruptura» se abre con Spears cantando «Said you're gonna be here in a minute / Sitting in the mirror getting pretty / Gotta look my best if we're gonna break up / Gotta look my best if we're gonna break up / I can hear you knocking at the front door / And I know exactly what you came for / Trying to say goodbye but it's hot and heavy / Trying to say goodbye but it's hot and heavy». Mientras que la pareja parece estar al borde de una ruptura, aún hay un poco de tensión sexual entre ellos, que se percibe en líneas como «You touch me and it's breaking me down / I'm telling you, let's just give it up and get down». La dinámica de Spears está durante la sección del coro «So come one / Won't you give me something to remember / Baby shut your mouth and turn me inside out», y luego continúa, «Hit me one more time it’s so amazing» y «You're the only one who's ever drove me crazy» haciendo referencia a los primeros sencillos. La canción fue elogiada por su compleja producción y ha sido comparada con sus trabajos anteriores de In the Zone y de Circus y ha sido comparada a los de Madonna, Ray of Light y Music.

## Recepción crítica
La canción recibió mayormente reseñas favorables. Robert Copsey de Digital Spy destacó que «Inside Out» es una de las «diez canciones [de Femme Fatale que] siguen la tendencia de los dos primeros sencillos del álbum», considerando su letra como «descaradamente atrevida» y alabando «la muy bienvenida ruptura del piano». David Buchanan de Consequence of Sound también concordó en que «los [dos primeros] sencillos son extraordinariamente pegadizos, como «Inside Out», la cual ralentiza el tempo, devolviendo simultáneamente a Spears a lo básico vocalmente, y al 2011 musicalmente». En su reseña de Femme Fatale, Genevieve Koski de The A.V. Club comentó que «canciones como la oscurida, sigilosas «Inside Out», el canto hiper-euro junto con «Till the World Ends», y la extraña digresión de la flauta asistida en «Criminal» adiere una textura a las ondas de los sintetizadores de pared a pared y al tesoro del bajo». Alexis Petridis deThe Guardian comentó que la canción «se tambalea junto a la patente [dubstep] con un ritmo de media velocidad». Mientras que Keith Caufield de Billboard la consideró «fácilmente una selección natural para el tercer sencillo del álbum», Hannah Rishel de The Daily Collegian dijo que «en general, la canción no logró mantener mi atención. Si la escuché en la radio, probablemente cambiaría la estación». Thomas Conner del Chicago Sun-Times también le dio una crítica negativa, considerándola una «débil tarifa de medio tempo». Luego del lanzamiento de Femme Fatale, «Inside Out» llegó al número cuarenta y siete en el Gaon Chart, luego de vender 7.222 unidades digitales como una sola canción.

## Créditos y personal
- Britney Spears: Voz principal y respaldo vocal.
- Myah Marie: Respaldo vocal.
- Bonnie McKee: Compositor y respaldo vocal.
- Jacob Kasher Hindlin: Compositor.
- Max Martin: Compositor y productor .
- Lukasz Dr. Luke Gottwald: Compositor y productor.
- Mathieu Billboard Jomphe: Compositor y productor.
- Emily Wright: Producción vocal.
- Serban Ghenea: Mezcla de audio.